# Evangelische Versöhnungskirche Buschhoven

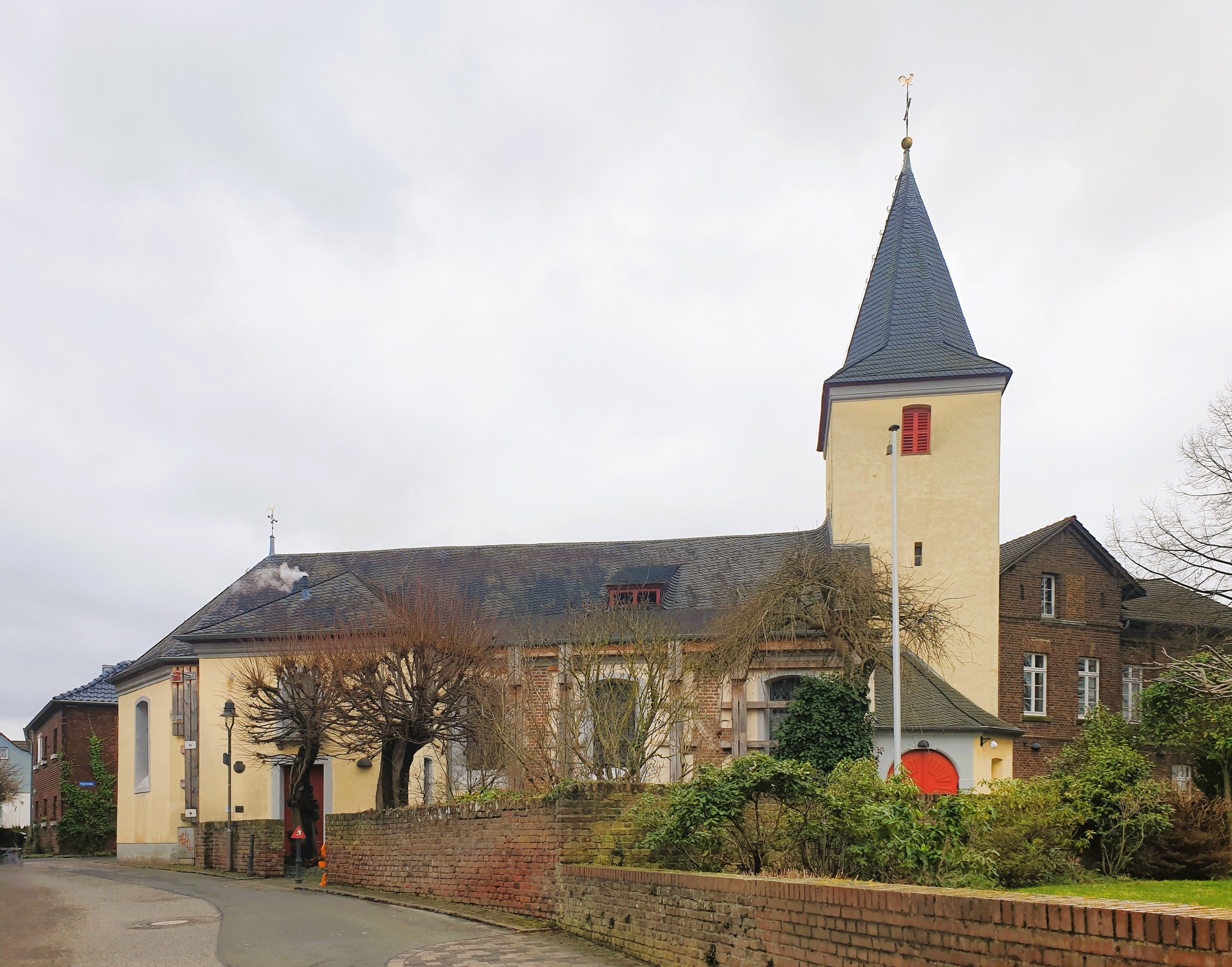
Evangelische Versöhnungskirche (2025), Ansicht von Norden

Die evangelische Versöhnungskirche ist ein Kirchengebäude in Buschhoven, einem Ort der Gemeinde Swisttal im Rhein-Sieg-Kreis (Nordrhein-Westfalen). Es steht als Baudenkmal unter Denkmalschutz. 

## Geschichte und Architektur
Die ehemalige katholische Pfarrkirche St. Katharina wurde 1984 von der evangelischen Kirchengemeinde erworben, nachdem man für das Ziel einer der ältesten Marienwallfahrten im Rheinland, die Rosen-Madonna, eine neue Kirche errichtet hatte. Die Kirche war Station auf einem der historischen Jakobswege, darauf deutet noch heute die an der Außenwand angebrachte Muschel, das Symbol der Jakobspilger, hin. Der schlichte Saalbau von 1723 steht auf einem ummauerten Friedhof. Der Westturm wurde 1804 vorgesetzt. Bei einer umfassenden Renovierung in den Jahren 1984/85 wurde der Außenbau verputzt und ockerfarben gestrichen. Die gemalten Evangelistenmedaillons am Tonnengewölbe sind Reste einer Ausmalung des späten 19. Jahrhunderts. Nach dem Bau der neuen Wallfahrtskirche wurde diese Kirche nicht mehr unterhalten und verfiel nach und nach. In den 1970er Jahren wurde auch über einen Abriss nachgedacht. An der Instandsetzung beteiligte sich 2001 auch die Deutsche Stiftung Denkmalschutz.

## Ausstattung
- Die Kanzel vom 18. Jahrhundert stammt noch von der ehemaligen barocken Ausstattung
- Das Orgelwerk und das Gehäuse wurden von 1848 bis 1852 von E. Maaß und Wilhelm Korfmacher eingebaut. Die Schleifladenorgel ist eine der wenigen erhaltenen Arbeiten der rheinischen Schule mit Wechselschleifen. Sie wurden im 19. Jahrhundert Gregorianisches Manual genannt.